# Bernstorfer Binnensee
Der Bernstorfer Binnensee ist ein 1900 Meter langes und 200 bis 500 Meter breites Teilstück des Niendorfer Binnensees in Mecklenburg-Vorpommern. Beide Seen sind Teil des Schaalsees. 
Den Namen hat der See vom Ort Bernstorf in der Gemeinde Kneese am Nordostufer des Sees, der sich vom Nordende des Schaalsees in nordöstliche Richtung erstreckt. Die westliche Grenze des Sees ist gleichzeitig Landesgrenze zu Schleswig-Holstein. Begrenzt wird der auf 35 m ü. NHN liegende See nach Westen durch zwei Inseln, den Kleinen Werder (4,5 ha) und den Großen Werder (8,5 ha). Die Gesamtfläche beträgt etwa 80 Hektar. Die Ufer sind fast vollständig mit Schilf bewachsen. 
Der Bernstorfer Binnensee liegt in einem Naturschutzgebiet im Biosphärenreservat Schaalsee und ist Bestandteil eines EU-Vogelschutzgebietes.